# Methanothrix soehngenii
A Methanothrix soehngenii egy metanogén Archaea faj. Az archeák – ősbaktériumok – egysejtű, sejtmag nélküli prokarióta szervezetek. Sejtjei nem mozgékonyak, nem spóraképzőek, pálcika alakúak (0,8×2 μm), és normálisan a végein hosszú filamentumok vannak tokszerű szerkezettel körülvéve. N. L. Söhngen tiszteletére nevezték el.

## Fordítás
- Ez a szócikk részben vagy egészben  a   Methanothrix soehngenii című angol Wikipédia-szócikk fordításán alapul.  Az eredeti cikk szerkesztőit annak laptörténete sorolja fel. Ez a jelzés csupán a megfogalmazás eredetét és a szerzői jogokat jelzi, nem szolgál a cikkben szereplő információk forrásmegjelöléseként.